# Brødrene Dahl
Brødrene Dahl er en dansk grossistvirksomhed, der leverer til professionelle indenfor VVS, vand & afløb, værktøj, rør og ventiler samt klimaløsninger. Brødrene Dahl er kompetenceleverandør og har 53 butikker spredt over hele landet. Desuden har Brødrene Dahl et klimacenter i Horsens og et i Næstved, hvor VVS-installatørerne uddanner sig i de nyeste klimateknologier. 
På VVS-området er Brødrene Dahl markedsledende i Danmark. Virksomheden omsætter for 4 mia. kr. årligt og beskæftiger 1.100 medarbejdere.
Brødrene Dahl blev grundlagt i 1867 af Niels Smith Dahl og William Dahl. Ratos-koncernen blev eneejer af koncernen gennem Dahl International AB i 1987, men i 2004 blev Brødrene Dahls aktiviteter, der også omfatter forretninger i Sverige og Norge, solgt til det franske industrikonglomerat Saint-Gobain, der også ejer Isover. 
I 2009 sammenlægges de to Saint-Gobain selskaber Brødrene Dahl og Optimera og fik 1. januar 2010 navnet Saint-Gobain Distribution Denmark (SGDD). 
Brødrene Dahls e-handelsplatform BD.dk har vundet e-handelsprisen i kategorien B2B i både 2009 og 2013. I 2013 vandt Brødrene Dahl ligeledes Rambuk prisen i kategorien Indsigt. 